# Хидратация
Хидратация в химията е химична реакция, при която към дадено вещество се добавя вода. В органичната химия водата се добавя към ненаситен субстрат, който обикновено е алкен или алкин. Този тип реакция се използва в промишлеността за производство на етанол, изопропанол и 2-бутанол.
За разлика от хидролизата, хидратацията не е придружавана от образуване на водородни или хидроксилни йони. Хидратацията във водни разтвори води до образуването на стабилни и нестабилни съединения на водата с разтвореното вещество (хидрати). Хидратацията определя стабилността на йоните в разтворите и затруднява свързването им.
Хидратацията е движещата сила зад електролитната дисоциация.